# Supercoppa del Portogallo 1997 (hockey su pista)
La Supercoppa del Portogallo 1997 è stata la 15ª edizione dell'omonima competizione portoghese di hockey su pista. Il torneo ha avuto luogo dal 5 al 12 ottobre 1997. 
A conquistare il trofeo è stato il Benfica al terzo successo nella sua storia.

## Squadre partecipanti
| Club        | Qualificazione                       | Partecipazioni precedenti (il grassetto indica la vittoria) |
| ----------- | ------------------------------------ | ----------------------------------------------------------- |
| Benfica     | Detentore della 1ª Divisão           | 1982, 1983, 1986, 1991, 1992, 1993, 1995                    |
| Oliveirense | Detentore della Coppa del Portogallo | 1987                                                        |

## Risultati
| Squadra 1   | Totale | Squadra 2 | Andata | Ritorno |
| ----------- | ------ | --------- | ------ | ------- |
| Oliveirense | 2 - 5  | Benfica   | 1 - 1  | 1 - 4   |

| Oliveira de Azeméis 5 ottobre 1997 Finale di andata | Oliveirense | 1 – 1 | Benfica |  |

| Lisbona 12 ottobre 1997 Finale di ritorno | Benfica | 4 – 1 | Oliveirense |  |